# أنجيليا أونغ
أنجيليا غابرينا أونغ (ولدت في 27 يونيو 1990) عارضة فلبينية صينية وحاملة لقب ملكة جمال سابقة بعدما توجت ملكة جمال الفلبين الأرض 2015 وتوجت في وقت لاحق بمسابقة ملكة جمال الأرض 2015. 

## نشأتها
ولدت في 27 يونيو 1990 في مدينة مانيلا ثم نشأت في مدينة إيلويلو حيث أكملت تعليمها الابتدائي والثانوي. درست بضع سنوات في جامعة القديس بولس إيلويلو لتعليمها الجامعي في وقت مبكر تناولت الاتصالات الجماهيرية. أكملت التعليم الثانوي في كلية هوا سيونج (سابقًا مدرسة إيلويلو الثانوية التجارية المركزية). انتقلت إلى مانيلا في عام 2011 وواصلت دراستها الجامعية في إدارة التسويق في كلية دي لا سال في سانت بنيلد حيث انتهيت وتخرجت في عام 2016.

## روابط خارجية
- أنجيليا أونغ على إنستغرام